# 若林城
若林城（わかばやしじょう）は、陸奥国宮城郡にあった日本の城（平城）である。仙台には伊達氏の本城である仙台城があったが、この城とは別に寛永5年（1628年）に伊達政宗のために造られ、寛永13年（1636年）に彼の死とともに廃された。江戸時代には若林薬園となり、薬草が栽培された。現在の宮城県仙台市若林区古城にあり、堀跡と土塁を残したまま、土塁の上に高い塀をめぐらせ宮城刑務所として用いられている。

## 概要
戦国時代に城と町があった小泉 の地に、寛永4年（1627年）から寛永5年（1628年）にかけて伊達政宗が城を築き、若林城と名づけた。江戸幕府に対しては屋敷（仙台屋敷構）として届け出たが、実質は一重の堀と高い土塁をめぐらせた城で、対内的には若林城と称した。
規模は東西約420メートル、南北350メートルで単郭式の平城である。土塁の内側の面積は5万5000平方メートル、土塁と堀まであわせれば12万8000平方メートル。水を引き入れた堀と土塁を防御線とし、おおよそ東西に長い長方形で、北東・南東・北西の三つの角と南辺中央に張り出しを持った。西を正面として土橋で堀を渡り、門に通じた。櫓もあったようだが詳細は不明である。
若林には仙台と別に小城下町が営まれた。完成後、政宗は若林城を居城とし、仙台城には子の忠宗が住んだ。政宗が死ぬと廃止され、建物は仙台城二の丸に移された。
江戸時代には城内に藩営の若林薬園があった。明治時代の1878年（明治11年）に宮城集治監が置かれ、これが宮城監獄、宮城刑務所と名をかえて現在に至る。土塁はそのまま、堀は一部が埋め立てられて狭まったが大部分が残る。1984年（昭和59年）から8次にわたる発掘調査が行われ、2004年（平成16年）に若林城の遺構が確認された。いくつかの礎石建物跡と池の跡、多数の瓦が見つかっている。

## 歴史・沿革

### 若林城前史
若林城の北と東には南小泉遺跡が広がっており、後の若林城が築かれる地区は同遺跡の一角とみなすことができる。南小泉遺跡には古墳時代から集落が発達しており、大型の前方後円墳である遠見塚古墳が造られた。後に若林城内になる場所には、若林城内古墳という小さな円墳が造られた。下って平安時代には城内とその周辺に集落があった。
戦国時代には小泉と呼ばれ、国分氏が城を築き、周りに町ができていた。江戸時代の地誌『仙台鹿の子』は、国分盛重が小泉に要害を築いて千代城（後の仙台城）から移ったという。やはり江戸時代の『仙台領古城書上』は、小泉邑に二つの古城があったと伝える。それによれば、一つは東西40間、南北38間、結城朝光の末である結城七郎が城主となり、天文年中には国分盛氏の居城であった。もう一つは東西58間、南北38間、城主は堀江伊勢で、国分盛重と、堀江の子孫である堀江平九郎も居したという。現代には、2つの城は別の時代の同じ城ではないかという説、古城書上の2城と国分氏の城は別とする説もある。つまり、戦国時代に小泉にあった城の数について、1、2、3の3つの説がある。。

### 政宗の若林城
慶長5年12月24日（1601年1月28日）より仙台城を築いた伊達政宗は、慶長年間（1596年 - 1615年）の終わりに広瀬川対岸の花壇の地に屋敷を作り、そこで日を過ごすことが多くなった。はじめは一時的な遊興や休息に用いていたが、山城の不便さのせいか、しだいに生活の重心を花壇に移していった。もっと離れたところにさらに壮大な規模で造営した政宗個人の居所が、若林城である。
寛永4年2月23日（1627年4月9日）に、幕府老中土井利勝・酒井忠勝・井上正就・永井尚政が、伊達政宗に仙台屋敷構を許可したのが、若林城の史料の初見である。それは、絵図を出して屋敷の普請許可を願った政宗への返事として、「心のままに普請あるべし」と許したものであった。一国一城令との関係で屋敷と称したが、対内的には若林城といった。ただし、偽装して屋敷と称したのではなく、幕府は内実を承知していた。
若林城とそれに関連した普請の大略を記した同年5月27日付の覚書 があり、この頃には普請が始まったと考えられる。城まわりには侍の屋敷と町人が住む町が配置され、若林町奉行が置かれた。家臣には、仙台城下とは別に若林城下に屋敷が割り当てられた。
工事中、寛永5年5月10日（1628年6月11日）の大雨で北の土居が破損したことを知った政宗は、20日にかやを敷き詰めて作り直すよう仔細に指示した。11月16日に政宗が移り住んで祝った。城下には仙台とは別に家臣の屋敷が設けられ、町人も住み、仙台と別の独立した城下町の体裁をとった。
この後政宗は、国元にいる間もっぱら若林城に住み、仙台城には年始など特別の行事にしか登らなかった。花壇屋敷はほとんど使われなくなった。政宗は死ぬまで隠居しなかったが、仙台城には子の伊達忠宗が住んで幕府から既に大名としての待遇を受けており、政治の実務は忠宗に委ねられる部分が多かった。後世、若林城が政宗の隠居城と呼ばれた 所以である。
寛永13年4月20日（1636年5月24日）、政宗は病をおして江戸に発つに際して、館の西南に杉を植え、城の周りの堀一重を残してそのほかは田畑とせよと命じた。死を予期して言い残したもので、政宗は5月に江戸で死んだ。同年12月1日に若林御牒蔵が火事にあって領内の検地牒などが失われた。火災にあった建物を城内のものとするか、城の外の施設とするかは見方が分かれる。。

### 政宗死後の若林古城

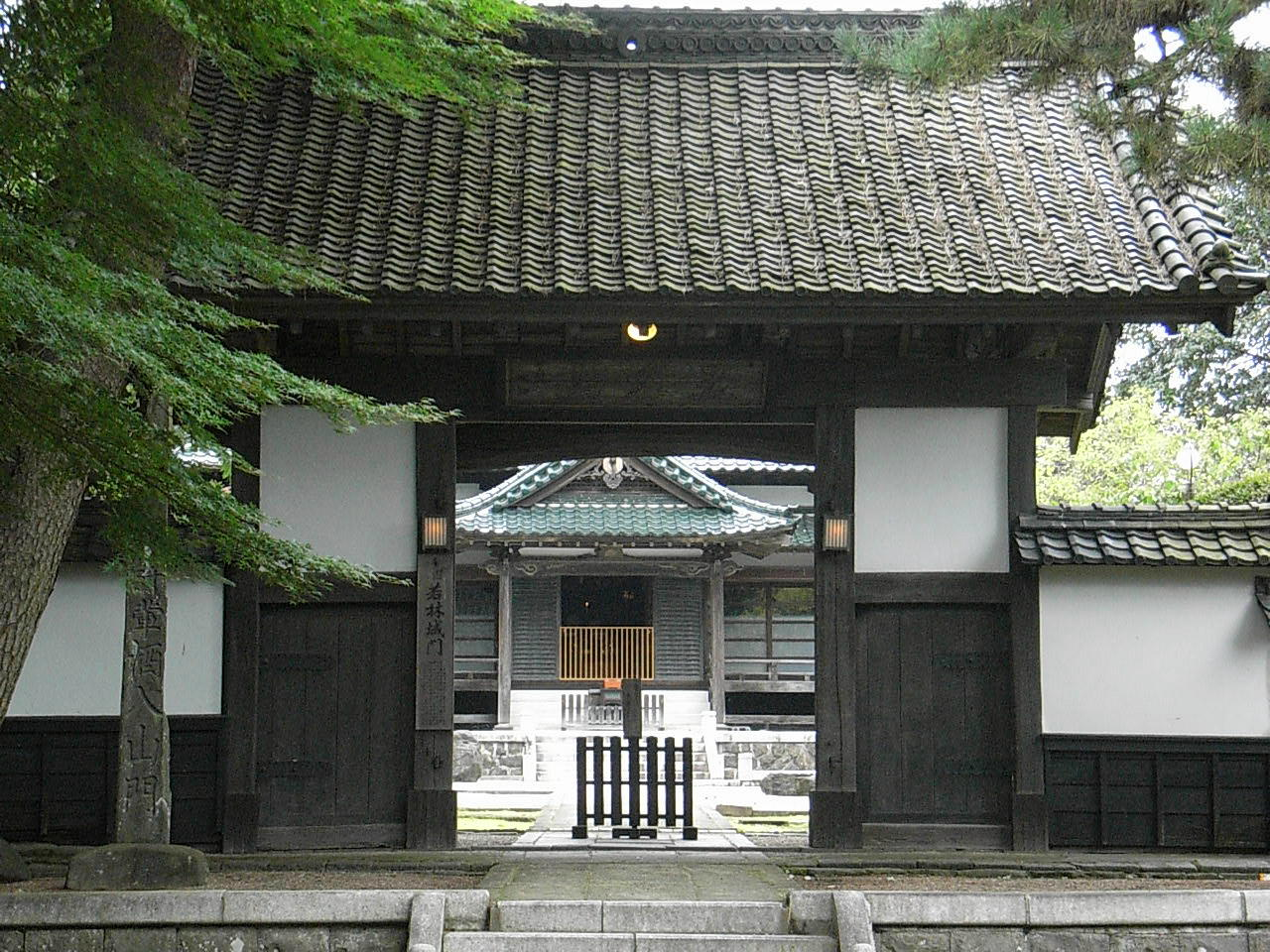
松音寺山門（2007年9月）

後を継いだ伊達忠宗によって若林城は廃止され、家臣も若林の屋敷を引き払った。その後の城は若林古城と呼ばれたが、小泉古城、あるいは単に古城と呼ばれることもあった。城内の建物は仙台城二の丸に移された。焼火間、虎間、御納戸、茶道部屋、御鑓間、上台所、御風呂屋、大台所、小姓間、御用間、肴部屋、御鷹部屋、算用屋が移築という。第5次発掘調査で見つかった建物のうち2つが、二の丸の絵図に描かれた大台所と焼火間（たきびのま）にあてはまるのではないかという指摘があり、台所については大きさが絵図のものと一致することが確認されている。また、家臣の茂庭氏が門を拝領して仙台屋敷に立てたという史料、仙台城下の町人である泉屋庄衛門の屋敷が若林城の黒書院の移築であるとする史料 がある。 史料を欠くが、瑞鳳殿の御供所が若林城の書院の移築、松音寺の山門も移築と言い伝えられている。これらのうち現存するのは松音寺の門だけである。
城跡には、若林薬園が置かれ、人参などの薬草が栽培された。第5次発掘調査で若林城の廃絶後に作られた畑の畝跡らしいものが見つかっており、薬草畑の跡ではないかとされる。設置年は不明で、史料に見える最初は、延宝8年（1680年） である。この頃は全国的に和薬の生産が発展しつつあり、貞享元年には（1684年）には城下の商人北村屋権七が薬種仲間を代表して江戸で種を買い付け、仙台藩の了解のもとに国分生巣原と小泉村に土地を借りて薬園を開いた。享保4年（1719年）に商人たちは藩営の若林薬園の利用を願い出た。これについては、小泉村の薬園を若林薬園と同一視し、商人が開いたものを藩が召し上げたとする説もある。結局若林薬園は開放されなかったようで、元文3年（1738年）に藩士の松田平蔵が人参を植えつけ、短くとも寛延2年（1749年）までは薬園・菜園守として勤務していた。歴代藩主の中では伊達宗村が薬園に関心を寄せ、三度訪れて人参の様子を見た。
後の地誌によれば、寛永年間（1624年 - 1644年）の末に、若林御米蔵が表通に石かけ屋根で建てられたという。安政2年（1855年）には古城御蔵に籾千俵を入れたという史料がある。これは城外の施設であろう。
また、琵琶首（花壇）にあった鉄砲薬蔵が、延宝元年（1652年）の火災をきっかけに若林に移転した。若林焔硝蔵では貞享4年（1687年）10月30日に火災があり、甚だ鳴動した。鉄砲薬1600貫目が焼け、火薬製造中の人足8人が死んだ。2人は死骸も見つからなかった。焔硝蔵についても、御牒蔵と同じく城外の施設ではないかとする説がある。
城の土手には立て札があり、土手の往還と内側への進入を禁じていた。城下町は、一部が仙台に組み入れられたほかは田畑になった。
寛保元年（1741年）5月に、仙台藩は江戸幕府に対し、仙台城下若林という所にある下屋敷の堀の修理を願い出た。南の堀には水がたたえられ、農業用のため池になっているが、北の堀が近年崩れたのでやはり用水のために補修したいという内容である。城や要害と異なり修理に幕府の許可を要するものではないが、工事が幕府の不審を招くことを恐れて届け出たものであった。当時その下屋敷には屋敷守一両人がおかれているだけであった。幕府の許可はすぐに下り、寛保3年（1743年）11月9日に北堀の普請が完了した。完成の前年12月に若林城は小泉村から仙台の飛び地に移された。堀の修理は安政3年（1856年）にも実施され、2千人が普請にあたったという話があった。　。

### 近現代

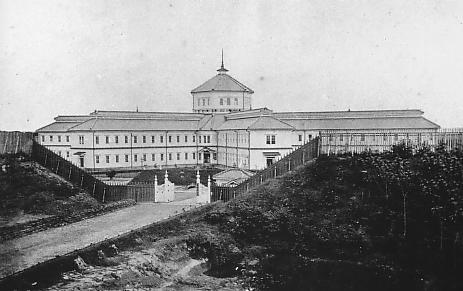
宮城集治監

明治になって城跡は伊達宗基の所有地になり、一時荒廃したが、開拓によって桑畑になった。西南戦争後の1878年（明治11年）に5800円で警視庁が買い上げ、1879年（明治12年）に宮城集治監を設けた。これが1903年（明治36年）に宮城監獄、1922年（大正11年）に宮城刑務所と改称して21世紀初めの現在に至る。
はじめ、刑務所の周りの土塁には木の柵がめぐらされていたが、1886年（明治19年）に煉瓦塀に代わった。この塀が宮城県沖地震で被害を受けたため、コンクリート塀に代わった。このとき土塁の上面が削られ、前より低くなった。
1984年から仙台市教育委員会が8回にわたる発掘調査を実施した。第1次、第2次の発掘区域では、江戸時代の地層が後の時代に撹乱されており、古墳時代や平安時代の遺構しか見つからなかった。そこで、他の部分についても、城の遺構は集治監以来の建築で壊され、その下にある古代の集落跡しか残っていないと考えられた。ところが、2004年の第4次調査で、予想に反して若林城時代の礎石建物が見付かった。続く第5次調査ではさらに重要な大きな建物を発見したことから、今後の調査で若林城の実像を考古学から明らかにする可能性が開けた。

## 立地と構造

### 城
広瀬川左岸（北岸）方の低地の自然堤防上にある。周辺に山や丘はなく、城の位置も高所ではない。自然の要害は存在しない地形である。
廃止後、江戸時代に描かれた複数の図によれば、堀・土塁の位置は現在とほとんど変わらない。全体的には東西にやや長い長方形で、北西、南西、南、北東の4か所に張り出しを持つ。図にはなぜか南西の張り出しを欠くものが多いが、その理由はわからない。張り出しを欠く南東角には矢倉があったという伝えがある。
入り口は、西、北、東の三か所で、仙台城と奥州街道に向いた西が大手とされる。向きは南北線が東に約10度か11度傾く。堀には六郷堀を通じて広瀬川の水を引き込んだ。堀まであわせた規模は、南北350メートル、東西420メートルある。土塁の内部は、南北200メートル、東西250メートルほどある。
2008年現在も堀と土塁が明瞭に残るが、北と西の堀は一部埋め立てられて狭くなった。残存部の幅は南側で25メートル。土塁はやはり南側で基底幅25メートル、高さ5メートル。土塁は刑務所のコンクリート塀を建てるときに上を削られたので、もう少し高かったはずである。第3次発掘調査で判明した北側の堀の幅も25メートルであった。家臣の伊達成実が書いた『政宗記』によれば、堀の幅30間（約54メートル）、土塁の高さ2丈余（約6メートル）で、堀の幅が異なる。西の入口には、左に進路を曲げる鉤型の土塁があり、その高さは2メートルある。江戸時代の図から、北・西・東それぞれの入口に同様の土塁があったことが知られる。石垣があまり普及しなかった東北地方の近世型の城としては立派な規模である。
内部の建物は、これまでの発掘調査によって部分的に判明している箇所もあるが、いまだ全体的な配置を描けるほどではない。工事史料から、山里なるものが石垣で築かれ、これに的場がつき、南の丸に水が引かれたことなどが知られる。後の話では、南東隅に矢倉、北には築山があったという。江戸時代の図に城の南に池の跡のような輪郭線が書かれたものがあり、2006年の第6次調査でそれを裏付けるような地面の落ち込みが見つかった。絵図によれば、廃城後には西から水路が引き込まれ、城内でいったん北側に折れてから東に向き直り、城の内部を東西に横断していた。伊達政宗が朝鮮から持ち帰ったと伝えられる梅が、城内の東寄りに現存する。臥竜梅とも朝鮮梅ともいう。国の天然記念物である。

### 城の周辺
若林の城下町は、地図上では、仙台の城下町が南東に張り出した拡張地のように見える。仙台と若林は城下町を接するが、どちらも伊達政宗が作った町なのに、町割り（土地区画）の基軸線がずれている。その線は少し離れた養種園遺跡で発見された15世紀末以降の建物・溝跡の傾きと一致するので、戦国時代の町割り・道路を踏襲したものではないかとされている。若林城と同じ軸線を持つ道は、「北は連坊小路、西は荒町、南西は南材木町・河原町、南東は若林城南東方、東は遠見塚古墳の西、北東は中倉付近まで」 確認できる。しかしその全域が開発されたのではなく、部分的に北限が七郷堀付近になる可能性が指摘されている。
城の北300メートルほどの位置に、若林城の出曲輪があったと伝えられている。城郭的施設はなかったようだが、政宗の時代に何かの施設が置かれたらしい。廃城後、家臣の屋敷地になったが、後に小泉屋敷という藩主の別荘地が置かれた。
若林には西曲輪（にしくるわ）もあり、ここで政宗は幕府役人を接待した。家臣と能や茶会を愉しんだ。これについては場所も不明で、現存の土塁・堀の線だけで割り切れない構造があったようにも思われる。
若林城の南方を流れる広瀬川には、長町橋（現代の広瀬橋）の隣にもう一つ城に通じる「大橋」が架けられた。若林城が廃止されたときに城下の一部は仙台にくみこまれたが、大部分は水田と畑になり、20世紀に市街地に変わった。

## 発掘調査

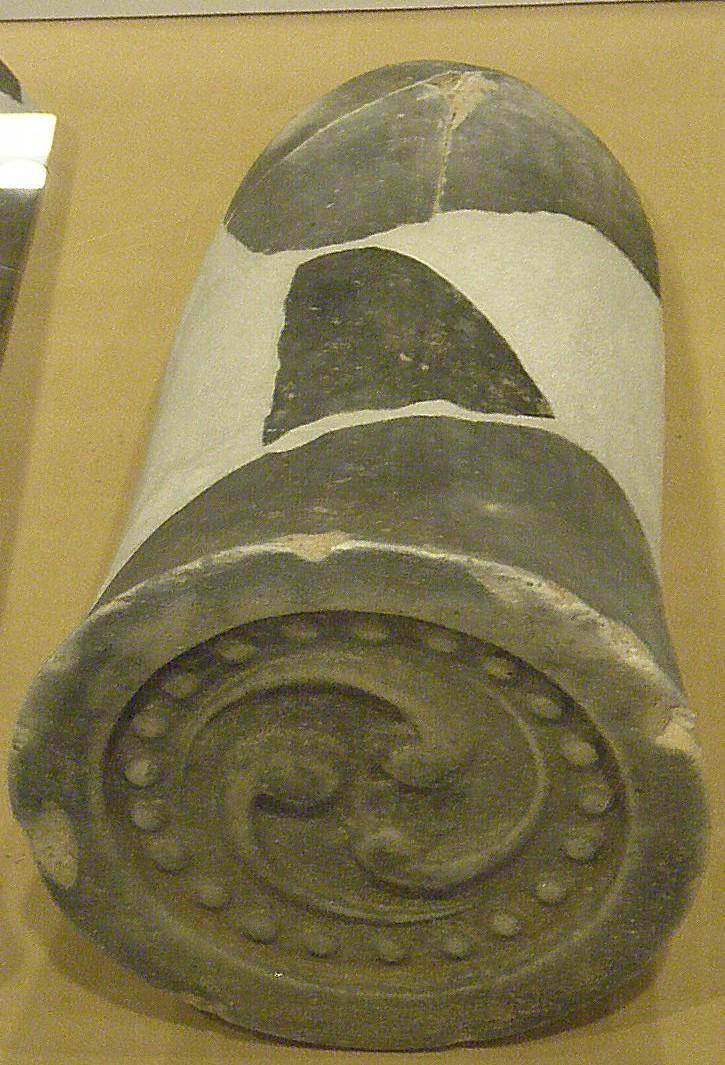
発掘された瓦

若林城では、仙台市教育委員会が中心になって1984年から2007年現在までに8次にわたる調査が実施された。1984年の第1次調査は、試掘調査で353平方メートル、本調査で45平方メートルを対象として、城内東側を調べた。中世から近世初期と思われる建物跡が見つかったが、遺物は錆びた釘大の鉄製品一つだけであった。
1985年の第2次調査は仙台市と宮城県の教育委員会の合同によるもので、1423平方メートルを対象にした。平安時代の複数の竪穴建物跡と、小型円墳の周溝を見付けた。発掘された遺物の中に、若林城と重なりそうな時代の瓦と焼物の破片があったが、近世の遺跡は確認できなかった。
第3次調査は、城の北の道路の拡幅に伴うもので、調査面積370平方メートルで1999年に実施された。この発掘で、若林城の北西張り出しの堀の北辺と北東端が確定した。堀跡の江戸時代の層からは、多数の木製品が見つかった。数が多いものには下駄19点、円盤状木製品6点、桶か樽の側板14点、割竹、端材、ヘギ板（厚さ2-3ミリの木の板）などがある。板の中には「須賀神社」とある木札と、「近江屋常三」などと書かれた板があった。また、傘の轆轤、汁杓子、刃物の柄、砥石がそれぞれ1点見つかった。堀の一部が1950年、1951年の刑務所の工事で埋め立てられた時の廃棄物も出土した。また、平安時代のものと思われる溝2つと穴1つが見つかり、縄文土器、土師器、須恵器、瓦が出土した。
第4次調査は刑務所の建物の建て替えに伴うもので、2004年に仙台市から業務委託を受けた株式会社パスコが実施した。城内のあわせて平方メートルが対象になった。それまでの調査結果から、調査担当者は、若林城の遺構は既に破壊されている可能性が高いと予測していたが、古墳時代・平安時代の遺跡の発見が期待できた。試掘の後に2か所で本調査を行うと、そのうち一方から政宗時代のものと思われる礎石建物跡が見つかった。遺構の広がりが期待できたため、次年度に本格的な調査を行うことを決めて途中終了した。一連の礎石跡に礎石はなく、中には礫が残っていた。土坑、ピットが多数見つかった。もっとも多い遺物は瓦で、他に土師器、土師質土器、鉄製品が見つかった。
第5次調査は2005年に仙台市教育委員会の監督の下、株式会社パスコが実施した。城内のやや西よりを調べ、4つの礎石建物、石敷、塀、石組水路の跡を発見した。うち2つは調査区の外までのびる大きな建物で、二の丸に移築された大台所、焼火（たきび）の間にあたるのではないかと考えられている。前回同様、礎石跡はすべて跡だけで、礎石そのものは取り去られ、小ぶりの根固め石が穴の底に集まっていた。建物のまわりに雨水を流すための溝が巡り、その直上に屋根の軒があったと推定される。また、石組の水路跡も見付かった。さらに、城の遺構を壊す形で作られた畑の畝跡らしきものも見られた。遺物としては瓦が多数見つかった。陶磁器も発見されたが、数は比較的少なかった。。
第6次調査と第7次調査は2006年に実施された。第6次調査は城内の南東部に、南北に細長い区域を二本、あわせて450m2設定して掘った。西側の調査区で、大きな池の東の縁と思われる地面の傾斜跡を発見した。その東の調査区では第5次調査でみつかったのと造りが似た石組み水路がみつかった。他に平安時代か古墳時代の竪穴建物3棟を発見した。江戸時代の畑跡の他に、さらに古い時代の畑跡もあった。遺物としては瓦が多く、陶磁器は5点見付かった。
第7次調査では、第4次調査の試掘部に隣接する175m2を調べた。若林城の遺構としては、渡り廊下の可能性がある細長い礎石建物跡、石で組まれた小さな池らしきものが掘り出された。遺物としては瓦が多く、土師質土器、陶磁器も見つかった。
第8次調査では、第5次調査で見つかった1号建物の反対側の端が押さえられ、絵図にある二の丸の台所に合致することが確かめられた。また、建物2つと雨落ち溝を兼ねた水路が見つかった。

## 年表
- 寛永4年
  - 2月23日（1627年4月9日） - 幕府老中が伊達政宗に仙台屋敷の普請を許可。（江戸幕府老中連署奉書）
  - 5月27日（1627年7月10日） - 若林所々普請之覚。（伊達家文書）
  - 7月3日（1627年8月13日） - 伊達政宗が茂庭良綱に書簡で普請の労をねぎらう。（茂庭文書）
  - ?月25日 - 伊達政宗が石母田宗頼に若林城下町の造営について書簡で指示。（政宗君記録引証記）
- 寛永5年
  - 5月10日（1628年6月11日） - 大雨で若林城の土居が破損。（政宗君記録引証記）
  - 5月20日（1628年6月21日） - 伊達政宗が人足の手配と強化・修理を指示。（政宗君記録引証記）
  - 11月16日（1628年12月11日） - 伊達政宗が若林城に移り、祝った。（政宗君記録引証記）
- 寛永11年
  - 1月1日（1634年1月29日） - 仙台城での年始の儀式の後、政宗は晩に若林に帰った。（貞山公治家記録）
  - 2月10日（1634年3月9日） - 若林城で初卯の祝儀。（貞山公治家記録）
  - 3月18日（1634年4月15日） - 政宗が若林を発って江戸に向かった。（貞山公治家記録）
- 寛永12年
  - 7月9日（1635年8月21日） - 政宗が帰国し、若林に着いた。（貞山公治家記録）
  - 12月31日 - 政宗が若林から仙台城に入った。（貞山公治家記録）
- 寛永13年
  - 4月20日（1636年5月24日） - 政宗が江戸参勤のため若林を発った。（貞山公治家記録）
  - 5月24日（1636年6月27日) - 伊達政宗死去。
  - 12月1日（1636年12月28日) - 若林御牒蔵で火事。領内検地牒など焼失。（義山公治家記録）
- 寛永15年12月14日（1639年1月28日） - この日までに仙台城二の丸への移築建物の上棟が進んだ。（義山公治家記録）
- 延宝元年5月15日（1673年6月29日） - 琵琶首の鉄砲薬蔵で火災。後に若林に移転。（仙台鹿の子）
- 延宝8年3月7日（1680年4月7日） - 伊達綱村が若林薬園を訪れた。（肯山公治家記録）
- 貞享4年10月30日（1687年12月4日） - 若林焔硝蔵で火災。死者8人。（肯山公治家記録）
- 享保4年9月8日（1719年10月20日） - 松岡新左衛門らが若林薬園の畑への薬種植え付けを願い出た。（小谷家文書）
- 元文3年4月1日（1738年5月19日） - 若林古城で松田平蔵が植えた人参の芽が出た。（獅山公治家記録）
- 寛保元年
  - 5月12日（1741年6月24日） - 伊達吉村が若林の下屋敷の北堀の修理を幕府に願い出た。（獅山公治家記録）
  - 5月14日（1741年6月26日） - 幕府から許可。（獅山公治家記録）
  - 11月9日（1741年12月16日） - 若林古城北堀普請落成。（獅山公治家記録）
  - 12月3日（1742年1月9日） - 遠藤文七郎が北堀の落成を伊達吉村に言上。（獅山公治家記録）
- 寛保2年（1742年） - 若林古城を仙台に含めた。（源貞氏耳袋）
- 寛延元年9月11日（1748年10月3日） - 伊達宗村が鶴見物の帰りに少林古城に立ち寄った。（忠山公治家記録）
- 寛延2年2月23日（1749年4月23日） - 伊達宗村が野猟の帰りに若林古城に立ち寄り、園内の人参などを見た。（忠山公治家記録）
- 宝暦3年3月22日（1753年4月25日） - 伊達宗村が榴岡行きの帰りに古城で人参の植え方を見た。（忠山公治家記録）
- 安政2年10月6日（1855年11月15日） - 相沢兵助の籾千俵を古城の蔵に入れた。（京極家永代家事録）
- 安政3年（1856年）9月 - 古城の回りの堀を再興した。（京極家永代家事録）
- 慶応3年（1867年） - 伊達慶邦が砂押にある火薬蔵を見た帰りに古城小泉両屋敷に立ち寄った。（御近習目付御用留）
- 明治4年（1871年）10月 - 伊達宗基が従前古城と唱えた地所の開墾まで5年間の免税を宮城県に願い出た。（諸達御下地留）
- 1874年（明治7年）9月6日 - 伊達宗基の御抱地古城に9万本の桑の苗が検査された。（猪狩章日記）
- 1878年（明治11年）5月18日 - 仙台古城御抱地一式を警視庁に売却することを承諾した。（鶴城公記）
- 1878年（明治12年）宮城集治監を設けた。
- 1984年（昭和59年）
  - 5月8日 - 第2次発掘調査、試掘調査。（若林城跡　平安時代の集落跡）
  - 7月26日、27日 - 第1次発掘調査、試掘調査。（仙台市教育委員会『年報6』）
  - 11月16日、17日 - 第1次発掘調査、本調査。（仙台市教育委員会『年報6』）
- 1985年（昭和60年）7月2日 - 8月7日　第2次発掘調査、本調査。（若林城跡　平安時代の集落跡）
- 1998年（平成10年）9月25日 - 9月28日　第3次発掘調査、試掘調査。（若林城跡　第3次発掘調査報告書）
- 1999年（平成11年）8月23日 - 10月26日　第3次発掘調査、本調査。（若林城跡　第3次発掘調査報告書）
- 2004年（平成16年）
  - 4月21日 - 26日 - 第4次発掘調査、試掘調査。（若林城跡　第4次発掘調査報告書）[63]
  - 9月6日 - 11月5日　第4次発掘調査、本調査。（若林城跡　第4次発掘調査報告書）
- 2005年（平成17年）　第5次発掘調査。（若林城跡　第5次発掘調査報告書）
- 2006年（平成18年）
  - 3月13日 - 4月2日　第6次発掘調査。（若林城跡　第6次・第7次発掘調査報告書）
  - 6月1日 - 7月7日　第7次発掘調査。（若林城跡　第6次・第7次発掘調査報告書）
- 2007年（平成19年） - 第8次発掘調査。

### 江戸時代
- 作者不明『残月台本荒萩』。鈴木省三・編『仙台叢書』第1巻、仙台叢書刊行会、1922年に所収。原著作年は安永7年（1778年）頃。
- 作者不明、大内源右衛門・校訂・注解『仙台鹿の子　全』、復刻版、仙台郷土研究会、1977年。初版は1899年。原著作年は元禄8年（1695年）頃。
- 作者不明『東奥老士夜話』。平重道・解題『仙台叢書』第8巻所収、宝文堂、複刻版1972年。初版は鈴木省三・編、1924年、仙台叢書刊行会。
- 『仙台領古城書上』。平重道・解題『仙台叢書』第4巻所収、宝文堂、複刻版1972年。初版は鈴木省三・編、1924年、仙台叢書刊行会。
- 萱場杢「節翁古談」、鈴木省三・編『仙台叢書』第3巻所収、仙台叢書刊行会、1923年。
- 伊達成実『政宗記』。平重道・解題『仙台叢書』第11巻所収、宝文堂、複刻版1972年。初版は鈴木省三・編、1924年、仙台叢書刊行会。
- 「源貞氏耳袋」刊行会・編、吉田正志・監修『源貞氏耳袋』8、2007年。原著者は不明。

### 明治以降
- 佐藤淳「仙台市若林城跡の実像　伊達政宗　晩年の居城」、『日本歴史』、706号、2007年3月。
- 仙台市教育委員会『年報6』（仙台市文化財調査報告書第83集）、1985年3月。
- 仙台市教育委員会『若林城跡　平安時代の集落跡』（仙台市文化財調査報告書第90集）、1986年3月。
- 仙台市教育委員会『若林城跡　第3次発掘調査報告書』（仙台市文化財調査報告書第256集）、2002年3月。
- 仙台市教育委員会『若林城跡　第4次発掘調査報告書』（仙台市文化財調査報告書第292集）、2005年2月。
- 仙台市教育委員会『若林城跡　第5次発掘調査報告書』（仙台市文化財調査報告書第323集）、2008年3月。
- 仙台市教育委員会『若林城跡　第6次・第7次発掘調査報告書』（仙台市文化財調査報告書第306集）、2007年3月。
- 仙台市教育委員会文化財課 『若林城跡と養種園遺跡　発掘された中世・近世の遺跡』（仙台市文化財パンフレット第48集）、2001年。
- 『仙台市史8　資料編1』復刻版、1974年。初版は1953年。
- 仙台市史編さん委員会・編『仙台市史　通史編3　近世1』、仙台市、2001年。
- 仙台市史編さん委員会・編『仙台市史　特別編7　城館』、仙台市、2006年。
- 平井聖『日本城郭大系　第3巻　山形、宮城、福島』、新人物往来社、1981年。
- 仙台若林区中央市民センター・発行『シンポジウム「もう一つの城若林城」講演記録集』（若林地域考文化歴史編）、2004年。
- 仙台市教育委員会文化財課『文化財せんだい』、第90号、2008年2月。
- 仙台市教育委員会文化財課「若林城跡　－伊達政宗　晩年の居城－」（2007年9月取得）。